# Julián Perujo
Julián Perujo, vollständiger Name Julián Ricardo Perujo Airala, (* 18. April 1985 in Montevideo) ist ein ehemaliger uruguayischer Fußballspieler.

## Karriere

### Verein
Der 1,70 Meter große Defensivakteur gehörte seit 2007 dem Kader der Rampla Juniors an. Nach fünf erzielten Erstligatreffern in der Spielzeit 2008/09 absolvierte er in der Folgesaison 28 Erstligapartien und traf sechsmal ins gegnerische Tor. Spätestens ab September 2010 stand er dann in Reihen von Nacional Montevideo und trug mit sechs Saisoneinsätzen (ein Tor) zum Gewinn des uruguayischen Meistertitels in der Spielzeit 2010/11 bei. Im August 2011 schloss er sich Nacionals Ligakonkurrenten Defensor Sporting an und bestritt für den ebenfalls in Montevideo beheimateten Klub in der ersten Saisonhälfte zwölf Spiele (kein Tor) in der Primera División. Mitte Februar 2012 wechselte er erneut liga- und stadtintern und kehrte zu den Rampla Juniors zurück. In der Clausura 2012 lief er dort zwölfmal in der höchsten uruguayischen Spielklasse auf. Ein Tor schoss er auch dabei nicht. Ab Mitte Juli 2012 setzte er seine Karriere in Argentinien bei Boca Unidos fort. In der Saison 2012/13 steht für ihn bei den Argentiniern lediglich das Mitwirken in sieben Spielen (kein Tor) der Primera B Nacional zu Buche. Im August 2013 folgte ein Wechsel zum Club Atlético Atlanta, für den er in der Folgezeit 44-mal in der Primera B Metropolitana zum Einsatz kam und einen Treffer erzielte. Ab Januar 2015 stand er in Uruguay bei Sud América unter Vertrag.

### Erfolge
- Uruguayischer Meister: 2010/11